# Xã Enfield, Quận White, Illinois
Xã Enfield (tiếng Anh: Enfield Township) là một xã thuộc quận White, tiểu bang Illinois, Hoa Kỳ. Năm 2010, dân số của xã này là 905 người.